# Scaphochlamys penyamar
Scaphochlamys penyamar là một loài thực vật có hoa trong họ Gừng. Loài này được Ooi Im Hin, Kalu Meekiong và Wong Sin Yeng miêu tả khoa học đầu tiên năm 2017.

## Mẫu định danh
Mẫu định danh: I.H. Ooi & F. Bakong OIH137; thu thập ngày 21 tháng 4 năm 2014 ở cao độ 56 m, tọa độ 1°54′36,4″B 111°38′52,3″Đ / 1,9°B 111,63333°Đ, Berasok, huyện Pakan, tỉnh Sarikei, bang Sarawak, Malaysia. Holotype lưu giữ tại Cục Lâm nghiệp bang Sarawak ở Kuching (SAR).

## Từ nguyên
Tính từ định danh penyamar là từ trong tiếng Mã Lai nghĩa là giả trang, giả dạng; để chỉ sự tương đồng tổng thể của loài này với S. salahuddiniana và S. iporii.

## Phân bố
S. penyamar chỉ được biết đến từ khu vực lấy mẫu trong huyện Pakan, tỉnh Sarikei, bang Sarawak, Malaysia. Loài này sinh sống dọc theo các con suối trong rừng kerangas (rừng thạch nam nhiệt đới) nhiều bóng râm trên đất đen podzol trên sa thạch, cao độ ~55 m.

## Mô tả
Địa thực vật thân thảo, sống lâu năm, có thân rễ, cao tới ~16 cm. Thân rễ bò lan trên mặt đất với các rễ cọc, đường kính ~4 mm, vỏ màu nâu ánh lục nhạt, ruột màu trắng ánh nâu. Các chồi lá cách nhau ~3–5 cm, 1 lá, không thấy cây non; cuống lá dài 4,5–6,5 cm, có rãnh, màu xanh lục vừa với các đốm trắng thưa thớt, nhẵn nhụi, đáy hình gối, màu xanh lục nhạt; bẹ không lá ~3, dài 0,8–5 cm, màu nâu nhạt, nhẵn nhụi, khô và xé vụn khi già; bẹ lá dài ~0,4 cm, dạng màng, màu lục nhạt, nhẵn nhụi, khô và xé vụn khi già; lưỡi bẹ khó thấy; phiến lá 9–12 × 6,5–8 cm, hình trứng, dạng giấy, mép hơi gợn sóng, đáy thon nhỏ dần, đỉnh nhọn; mặt gần trục mờ xỉn, màu xanh lục vừa, nhẵn nhụi, lốm đốm với 2 dải rộng màu xám khúc xạ chạy dọc ở mỗi bên của gân giữa, gân giữa lõm, màu xanh lục vừa, nhẵn nhụi, các gân bên chính hơi dễ thấy; mặt xa trục màu xanh lục nhạt, thưa lông tơ, gân giữa nổi, màu xanh lục vừa, nhẵn nhụi, các gân bên chính khó thấy. Cụm hoa dài 3–4 cm, mọc từ gần đáy lá bên trong các bẹ lá, sắp xếp lỏng lẻo, bao gồm ~5 xim hoa bọ cạp xoắn ốc, mỗi xim 2 hoa mọc trên cuống cụm hoa; cuống cụm hoa dài ~2 cm, màu lục ánh trắng, nhẵn nhụi, được các bẹ không lá khô quắt bao phủ; lá bắc ~5, kích thước ~4 × 2,5 mm, sắp xếp xoắn ốc, hình trứng, màu nâu, nhẵn nhụi, đỉnh nhọn, mỗi lá bắc đỡ 2 hoa; lá bắc con ~2, dài ~7–9 mm, dài hơn lá bắc nhưng hầu như không phân biệt được với lá bắc, màu nâu; hoa dài ~2,5 cm, mùi tương tự như mùi mô của Etlingera elatior; đài hoa dài ~10 mm, màu nâu nhạt, thưa lông tơ, đỉnh 2 răng; ống hoa dài 14–15 mm, thưa lông tơ, màu trắng đến trắng ánh nâu; các thùy tràng hoa dài 8–10 mm, hình mác, nhẵn nhụi, màu trắng đến trắng hơi ánh nâu, đỉnh nhọn, có nắp; nhị lép dài 4–5 mm, hình từ thẳng đến hơi mác ngược, mặt gần trục có lông tuyến, màu vàng nhạt, đỉnh thuôn tròn; cánh môi 8–11 × 9–10 mm, hình thìa, mặt gần trục có lông tuyến, màu trắng, dải giữa màu vàng nhạt, đỉnh 2 thùy, hơi hình quạt, khía răng cưa ~4 mm, các thùy đôi khi hơi xếp chồng; nhị ~4 × 1,5 mm, có lông tuyến, màu trắng; chỉ nhị dài ~0,5 mm; mô vỏ bao phấn dài ~3 mm, không cựa, mào dài ~0,5 mm; đầu nhụy dài dưới 1 mm, hình chùy, với 2 bướu ở lưng, lỗ nhỏ có lông rung, hướng về phía trước; vòi nhụy dài ~24 mm, màu trắng, nhẵn nhụi; bầu nhụy dài ~2 mm, 1 ngăn, rậm lông tơ, màu lục nhạt, noãn đính đáy; tuyến trên bầu 2, dài ~1 mm, rời, hình kim, màu trắng ánh nâu. Không thấy quả và hạt.
Nhóm Anomala được xác định là có cụm hoa lỏng lẻo, các lá bắc dạng màng sắp xếp xoắn ốc, các lá bắc con tương tự nhưng hầu hết là dài hơn lá bắc, lá bắc con thứ nhất có 2 gờ lưng rất mờ nhạt và khó thấy, hoa nhỏ dài ~2,5 cm, với cánh môi màu trắng dài ~1 cm, vỏ quả ngoài có u/bướu nhỏ. Nhóm Anomala bị giới hạn ở phía tây của đới khâu Đường Lupar chạy theo hướng đông đông nam qua Engkilili và Lubok Antu. Gồm bảy loài là S. anomala, S. gracilipes, S. iporii, S. lanjakensis, S. penyamar, S. salahuddiniana, S. scintillans.
S. penyamar là tương tự như S. salahuddiniana và S. iporii ở chỗ có các cụm hoa sắp xếp lỏng lẻo và hoa nhỏ màu trắng nhưng dễ dàng phân biệt ở chỗ có kiểu phát triển bò lan và phiến lá lốm đốm. Mặt gần trục của phiến lá lốm đốm với 2 dải rộng màu xám khúc xạ chạy dọc ở mỗi bên của gân giữa là đặc điểm đáng chú ý ở loài này. Vài thành viên trong nhóm Anomala như S. scintillans và đôi khi ở S. lanjakensis cũng có sự lốm đốm khúc xạ tương tự, nhưng ít nổi bật hơn.